# Павел Гапак
Павел Гапак (нар. 25 грудня 1931) — словацький історик. Доктор історичних наук. Народився в селі Пінковце в Східній Словаччині. Навчався на філософських факультетах Братиславського і Будапештського університетів (1950-54), працював н. с., завідувачем відділу Інституту історії Словацької АН (1955-91), від 1991 — в Інституті Е. Легоцького в Братиславі (Словаччина). Учасник багатьох міжнародних наукових конференцій, у тому числі II Міжнародного конгресу україністів (Львів, 1993; див. Міжнародна асоціація україністів). Дослідник соціально-економічної історії та робітничого руху Словаччини кінця 18 — початку 20 століть, питань історичного розвитку українців у Східній Словаччині та на Закарпатській Україні. Автор близько 15 індивідуальних і колективних монографій, багатьох наукових і науково-популярних статей, надрукованих у різних країнах, у тому числі в Україні та в українських часописах Словаччини, — «Дукля», «Дружно вперед», «Нове життя», «Науковий збірник Музею української культури в Свиднику».

## Твори
- Dejiny zelaźiarskeho priemyslu na Slovensku. Bratislava, 1962;
- Dejiny Slovenska, z. 1-2. Bratislava, 1968;
- Історія чеського і словацького робітничого руху 1848–1918. Братислава, 1975;
- Нариси історії Чехословаччини, т. 1–2. Братислава, 1982.